# Туреччина на зимових Паралімпійських іграх 2018
Туреччина на зимових Паралімпійських іграх у 2018 році в Пхьончхані була представлена одним спортсменом (Мехмет Чекіч) у змаганнях з гірськолижного спорту.

## Склад і результати змагань

### Гірськолижний спорт

#### Чоловіки
| Змагання           | Клас   | Спортсмени   | Заїзд 1/ Швидкісний спуск | Заїзд 1/ Швидкісний спуск | Заїзд 2/ Слалом | Заїзд 2/ Слалом | Час     | Місце |
| Змагання           | Клас   | Спортсмени   | Час                       | Місце                     | Час             | Місце           | Час     | Місце |
| ------------------ | ------ | ------------ | ------------------------- | ------------------------- | --------------- | --------------- | ------- | ----- |
| Слалом             | Стоячи | Мехмет Чекіч | 1:16.53                   | 27                        | DNF             | DNF             | —       | —     |
| Гігантський слалом | Стоячи | Мехмет Чекіч | 1:27.18                   | 38                        | 1:28.56         | 30              | 2:55.74 | 30    |